# Jabonga
Jabonga è una municipalità di quarta classe delle Filippine, situata nella Provincia di Agusan del Norte, nella Regione di Caraga.
Jabonga è formata da 15 baranggay:
- Baleguian
- Bangonay
- A. Beltran (Camalig)
- Bunga
- Colorado
- Cuyago
- Libas
- Magdagooc
- Magsaysay
- Maraiging
- Poblacion (Jabonga)
- San Jose
- San Pablo
- San Vicente
- Santo Niño